# Conus arcuatus
Conus arcuatus é uma espécie de gastrópode do gênero Conus, pertencente à família Conidae.

## Ligações externas

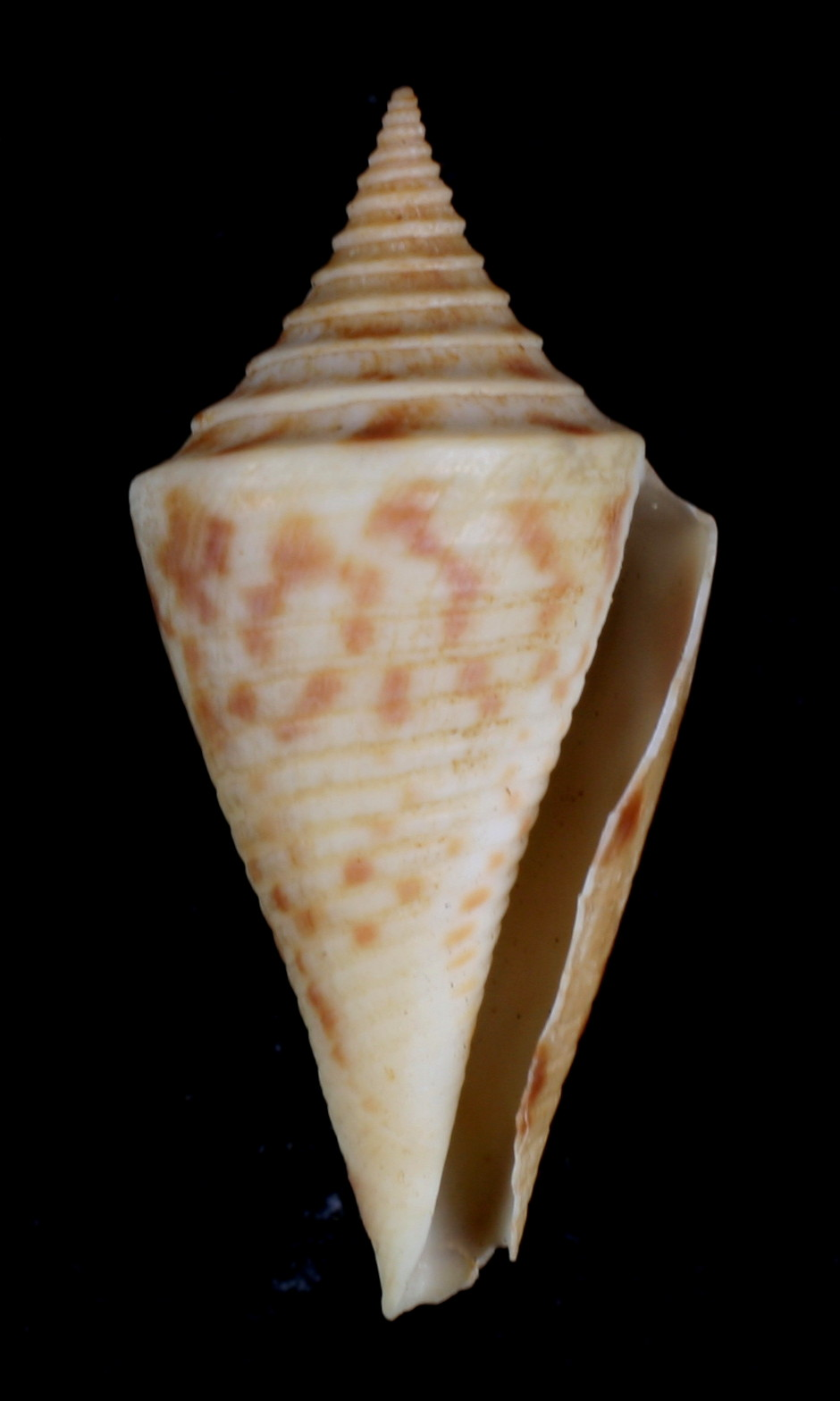
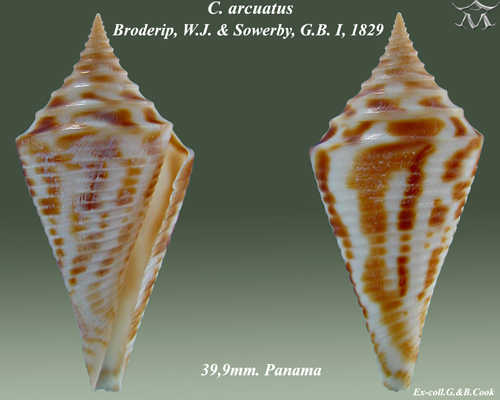